# Тит Вибий Вар
Тит Ви́бий Вар (лат. Titus Vibius Varus) — римский политический деятель первой половины II века.
Происходил из рода Вибиев. Его отцом был консул-суффект 115 года Тит Вибий Вар. В 131 году Вар занимал должность легата пропретора Киликии. В 134 году он был ординарным консулом вместе с Луцием Юлием Урсом Сервианом.
Его сыном был консул 160 года Тит Клодий Вибий Вар.